# New York City Marathon 1995
De New York City Marathon 1995 werd gelopen op zondag 12 november 1995. Het was de 26e editie van deze marathon.
De winnaar van de editie in 1994, de Mexicaan Germán Silva, zegevierde opnieuw bij de mannen, ditmaal in 2:11.00. De Keniaanse Tegla Loroupe finishte als eerste bij de vrouwen in 2:28.06.
In totaal liepen 26.754 marathonlopers de wedstrijd uit, waarvan 20.284 mannen en 6.470 vrouwen.

## Uitslagen

### Mannen
| rang   | naam              | land | tijd    |
| ------ | ----------------- | ---- | ------- |
| Goud   | Germán Silva      | MEX  | 2:11.00 |
| Zilver | Paul Evans        | ENG  | 2:11.05 |
| Brons  | William Koech     | KEN  | 2:11.19 |
| 4      | Simon Lopuyet     | KEN  | 2:11.38 |
| 5      | John Kagwe        | KEN  | 2:11.42 |
| 6      | Isaac Garcia      | MEX  | 2:11.43 |
| 7      | Joaquim Pinheiro  | POR  | 2:12.19 |
| 8      | Thabiso Moqhali   | LES  | 2:12.32 |
| 9      | Manuel Matias     | POR  | 2:12.49 |
| 10     | Salvador García   | MEX  | 2:12.57 |
| 11     | Gert Thys         | RSA  | 2:13.28 |
| 12     | Antoni Peña       | ESP  | 2:13.39 |
| 13     | Risto Ulmala      | FIN  | 2:13.58 |
| 14     | Eric Kimaiyo      | KEN  | 2:14.01 |
| 15     | Jackson Kabiga    | KEN  | 2:14.11 |
| 16     | Patrick Muturi    | KEN  | 2:14.27 |
| 17     | Jorge Marquez     | MEX  | 2:15.46 |
| 18     | Lameck Aguta      | KEN  | 2:15.46 |
| 19     | Andre-Luis Ramos  | BRA  | 2:15.50 |
| 20     | Pascal Blanchard  | FRA  | 2:16.06 |
| 21     | Harri Hanninen    | FIN  | 2:16.26 |
| 22     | Paul Arpin        | FRA  | 2:16.33 |
| 23     | Philip Chirchir   | KEN  | 2:16.43 |
| 24     | Bartolome Serrano | ESP  | 2:17.09 |
| 25     | Tena Negere       | ETH  | 2:17.26 |

### Vrouwen
| rang   | naam                  | land | tijd    |
| ------ | --------------------- | ---- | ------- |
| Goud   | Tegla Loroupe         | KEN  | 2:28.06 |
| Zilver | Manuela Machado       | POR  | 2:30.37 |
| Brons  | Lieve Slegers         | BEL  | 2:32.08 |
| 4      | Joyce Chepchumba      | KEN  | 2:33.51 |
| 5      | Griselda Gonzalez     | ARG  | 2:34.54 |
| 6      | Claudia Lokar         | GER  | 2:36.16 |
| 7      | Roseli Machado        | BRA  | 2:36.18 |
| 8      | Lidia Şimon           | ROU  | 2:37.39 |
| 9      | Madina Biktagirova    | BLR  | 2:37.46 |
| 10     | Flora Venegas         | CHI  | 2:39.33 |
| 11     | Maria-Claudia Menconi | ITA  | 2:42.58 |
| 12     | Tuija Toivonen        | FIN  | 2:43.44 |
| 13     | Alina Gherasim        | ROU  | 2:44.12 |
| 14     | Colleen De Reuck      | RSA  | 2:46.18 |
| 15     | Zofia Wieciorkowska   | POL  | 2:47.43 |
| 16     | Carol Galea           | MLT  | 2:47.56 |
| 17     | Gillian Horovitz      | ENG  | 2:48.17 |
| 18     | Marisol Vargas        | MEX  | 2:48.28 |
| 19     | Regina Ronan          | USA  | 2:48.34 |
| 20     | Diana Fitzpatrick     | USA  | 2:48.44 |
| 21     | Maria Gomes           | BRA  | 2:50.39 |
| 22     | Deanna O'neil         | USA  | 2:51.18 |
| 23     | Geny Mascarenho       | BRA  | 2:52.18 |
| 24     | Radka Patkova         | CZE  | 2:53.11 |

1970 ·
1971 ·
1972 ·
1973 ·
1974 ·
1975 ·
1976 ·
1977 ·
1978 ·
1979 ·
1980 ·
1981 ·
1982 ·
1983 ·
1984 ·
1985 ·
1986 ·
1987 ·
1988 ·
1989 ·
1990 ·
1991 ·
1992 ·
1993 ·
1994 ·
1995 ·
1996 ·
1997 ·
1998 ·
1999 ·
2000 ·
2001 ·
2002 ·
2003 ·
2004 ·
2005 ·
2006 ·
2007 ·
2008 ·
2009 ·
2010 ·
2011 ·
2012 · 
2013 ·
2014 ·
2015 ·
2016 ·
2017 ·
2018 ·
2019 ·
2020 · 
2021 ·
2022 ·
2023 ·
2024